# 秦樹聲

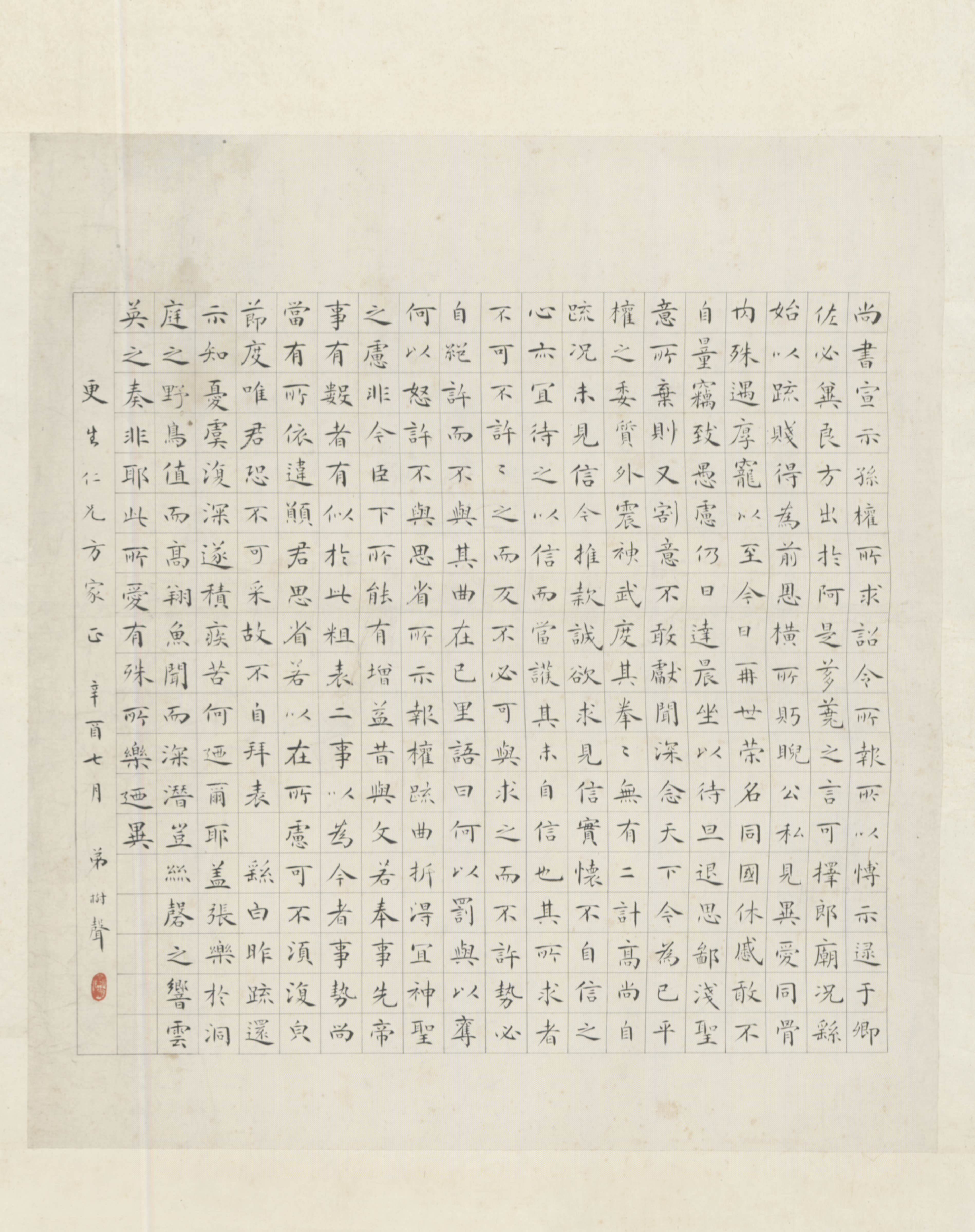
秦树声书法（北京故宫博物院藏）

秦樹聲（1861年—1926年），字幼衡、右衡，號宥橫、晦鳴，河南省固始縣人，清朝政治人物、進士出身。
光緒八年，中舉；光緒十二年，登進士，授工部候補主事。光緒二十八年，任工部虞衡司員外郎、工部營繕司郎中；次年，登經濟特科一等第十名。光緒三十年，任雲南曲靖府知府，署雲南雲南府知府。光緒三十三年，護雲南迤東道、署理雲南迤西道，任雲南雲南府知府。光緒三十四年，任禮學館顧問官、候補道員。宣統元年，任雲南迤南道、雲南迤西道、雲南按察使。宣統三年，改任廣東提學使。
现固始县城有秦氏故居，为河南省文物保护单位。